# Distretto di Saray (Van)
Il distretto di Saray (in turco Saray ilçesi) è uno dei distretti della provincia di Van, in Turchia.